# Anisodes paratropha
Anisodes paratropha là một loài bướm đêm trong họ Geometridae.